# Борел-Лебегова лема
Поред назива Борел-Лебегова лема/теорема, алтернативни назив који се користи је и Хајне-Борелова теорема. Лема носи назив по француским математичарима Емилу Борелу и Хенрију Лебегу, односно Едварду Хајнеу.
У специјалном случају, лема описује једно важно својство одсечака реалне праве, док у општем смислу подразумева својство компактности метричких простора.

## Дефиниција
Борел-Лебегова лема: Из сваког покривача отвореним интервалима, одсечка реалне праве {\displaystyle [a,b]}, може се издвојити коначан потпокривач.

## Доказ
Означимо са {\displaystyle X} скуп свих оних тачака {\displaystyle x} за које важи да се одсечак {\displaystyle [a,x]} може покрити коначним бројем отворених интервала. Тај скуп {\displaystyle X} очигледно није празан, јер му припада најпре тачка {\displaystyle a} која према условима тврђења мора припадати неком отвореном интервалу. Потребно је доказати да и тачка {\displaystyle b} припада скупу {\displaystyle X}. 

Пошто скуп {\displaystyle X} није празан и ограничен је одозго, он мора имати супремум. Нека је {\displaystyle y} његов супремум. Ако претпостављамо да тачка {\displaystyle b} не припада том скупу, онда је {\displaystyle x\leq y\leq b}, те и {\displaystyle y} припада одсечку {\displaystyle [a,b]}, па као и свака тачка тог сегмента, и {\displaystyle y} припада неком отвореном интервалу {\displaystyle (\alpha ,\beta )}. Тада за неко {\displaystyle x} важи: {\displaystyle \alpha \leq x\leq y}, јер би иначе то {\displaystyle x} било супремум скупа {\displaystyle X}.

Интервал {\displaystyle (\alpha ,\beta )} можемо придружити скупу {\displaystyle X}, зато што је могуће и одсечак {\displaystyle [a,y]} прекрити са коначним бројем отворених интервала. Међутим, ако би било {\displaystyle y\neq b}, тада би се између {\displaystyle y} и {\displaystyle b} нашло још чланова скупа {\displaystyle X} због отворености интервала {\displaystyle (\alpha ,\beta )}, што је у супротности са тиме да је {\displaystyle y} супремум скупа {\displaystyle X}. Због тога, и {\displaystyle b} припада скупу {\displaystyle X}, чиме смо доказали да се одсечак {\displaystyle [a,b]} може прекрити са коначним бројем отворених интервала, што је и тврђење леме.